# Zvonice v Hrabačově
Hrabačovská zvonice je historická stavba v Hrabačově, části města Jilemnice v okrese Semily v Libereckém kraji. Zvonice je zapsaná jako kulturní památka.

## Historie
Zvonice byla pravděpodobně postavena v roce 1861. Je tak usuzováno podle nápisu na trámku (8. listopadu 1861), je však také možné, že se jedná pouze o datum opravy. Další oprava byla provedena roku 1950. V roce 1958 byla zvonice zapsána mezi kulturní památky.
Poslední oprava byla provedena roce 1998 nákladem 146 tisíc Kč. Budovu vlastní město Jilemnice.

## Popis
Zvonice je postavena v lidově barokním slohu. Je postavena z cihel a kryta jehlancovou mansardovou stříškou s křížem. Zděné konstrukce omítnuty hrubou omítkou žluté barvy, šambrány a římsy jsou zvýrazněny štukovým orámováním bílé barvy. Zvonička je usazena mezi dvěma lípami a vytváří krajinotvorný prvek.